# 장옥림
장옥림(張玉林, 1948년 2월 8일~)은 조선민주주의인민공화국의 배구 선수이다. 1972년 올림픽 배구에 조선민주주의인민공화국 대표팀 선수로 참가하여 동메달을 획득했다.